# علاء الدين الجويني
علاء الدين الجويني، وهو الشيخ علاء الدين كيخسرو بن عمر بن الأصفر محمود الجويني، كان من أعيان بغداد بعد واقعة سقوطها على يد هولاكو، وهو من جماعة الحاكم عطا ملك الجويني، وكان الشيخ علاء الدين أحد الوزراء المقربين إلى هولاكو وولاه على العراق، وكان عالما جليلا وله علاقة قوية بالعلماء، ومنزلته كبيرة في نفوس الناس.
ويروى عنه أنه انقذ العديد من مصاحف القرآن من الحرق عندما غزى هولاكو قلعة الموت.

## وفاته
توفي في يوم الجمعة 24 من ذي القعدة عام 675هـ/ 1276م، وشيع بموكب مهيب ودفن في مقبرة الخيزران وأقيم مجلس عزائه في المدرسة المستنصرية، ورثاه علماء بغداد ومنهم الشيخ شمس الدين الحارثي الكوفي بقصيدة.